# Săvinești
Săvinești település Romániában, Moldvában, Neamț megyében.

## Fekvése
Roznov szomszédjában fekvő település.

## Története
Nevét 1411-ben említették először írásos dokumentumban Soboleşti formában, majd 1428-ban Sobol néven mint a besztercei kolostorhoz (Mănăstirea Bistrița) tartozó hely volt említve.
Ma tekintélyes műanyaggyár működik itt.